# Back to the Pilot
Back to the Pilot (рус. «Назад в первую серию») — пятая серия десятого сезона мультсериала «Гриффины». Премьерный показ состоялся 13 ноября 2011 года на канале FOX.

## Сюжет
Брайан показывает Стьюи теннисный мяч, который нашёл закопанным во дворе, однако он грустит о том, что у него нет другого, более ценного мяча, который он закопал давным-давно, а теперь не может вспомнить, где. Стьюи говорит, что может помочь, если Брайан назовёт точную дату, когда он закопал мяч. Брайан помнит — 31 января 1999 года.
Стьюи и Брайан с помощью машины времени отправляются в эту дату. Оказавшись у своего дома, они первым делом заглядывают в окно, где видят ужинающую семью Гриффинов, когда Питер сообщает, что уходит на вечеринку. Насмотревшись на них, Брайан оборачивается и замечает место, где закопан мяч. Он хочет забрать его, но Стьюи останавливает пса, говоря, что ни в коем случае нельзя менять прошлое, вызвав недоумение у Брайана, который не понимает, почему, ведь можно сделать жизнь лучше, например, предотвратить 11 сентября.
Чтобы никто не увидел, как они возвращаются, Стьюи и Брайан поднимаются в дом наверх, в комнату Стьюи. По дороге Брайан просится в туалет. Когда он возвращается, они не успевают ничего сделать, так как в комнату входит Стьюи более ранней версии, который решает замаскировать бластер под бутерброд с тунцом. Стьюи прячется под кровать, а Брайан повисает на подоконнике. Внезапно Стьюи чихает, и Стьюи-младший замечает его. Приходится объясняться. Тем временем Брайан не выдерживает и падает с окна прямо на крышу машины, на которой Питер уезжает на вечеринку. Стьюи берёт у себя-из-прошлого реактивный ранец и, взглянув на веселящихся на вечеринке Питера и его друзей, переносятся во времени.
Вместо того, чтобы попасть домой, они оказываются на XXXIII суперкубке в 1999 году. Стьюи понимает, что причина в том, что батарейки, которые теперь питают блок возврата вместо урана, сели. Нужны деньги, чтобы купить новые. Брайан вспоминает, что он сам находится в пролетающем дирижабле, с которого Питер сбрасывал деньги. Быстро набрав себе налички, они бегут прочь, но тут начинает падать подбитый полицией дирижабль и чуть не раздавливает их, в последний момент Стьюи включает блок, который переносит их во времени.
В этот раз они оказываются у суда, где Питер оправдывается за присвоение денег. Обойдя вокруг, они встречают Kool-Aid Man'а, который из-за разговоров с ними опаздывает.
Купив, наконец, батарейки, Гриффины возвращаются в своё время. Лоис зовёт их смотреть новости, где будут показывать установку памятника Брайану, за то, что он предотвратил террористические акты 11 сентября 2001 года. Оказывается, в туалете прошлого он встретил Брайана из прошлого и рассказал ему об этом. Стьюи злится, что пёс нарушил правило путешествий во времени. Тот отвечает, что наверняка всё стало только лучше. В этот момент показывают, как Джордж Буш-младший, который провалился на выборах в 2004 году, а теперь представляет южные штаты, объявляет войну северным штатам, заявив об отделении от США девяти южных штатов. Брайан всё равно не верит, он убеждён, что лет через пять мир всё равно станет лучше. Тогда они со Стьюи отправляются на пять лет в будущее.
Прибыв, они видят, что мир стал каким-то странным. Всё как-то… лоснится… Выглянув же в окно, они видят почти полностью разрушенный город, одни люди ходят в противорадиационных костюмах, другие мутировали, кто-то превратился в киборгов, например, Джо. Стьюи находит в интернете информацию, что гражданская война привела к серии концентрированных ядерных ударов по всему левому побережью. Погибло 17 000 000 человек, включая Сизара Миллана (это больше всего повлияло на Брайана). Брайан соглашается, что облажался, и нужно всё исправить.
Он со Стьюи отправляются в 31 января 1999 года и там рассказывают самим себе, что нельзя рассказывать о 11 сентября. Вернувшись в своё время, они снова видят Лоис, которая говорит о Брайане, что он автор Гарри Поттера. Пёс явно лишён самоконтроля. Снова вернувшись, они видят уже две пары себя. Не успев ничего сказать, они слышат сзади голос, видят новых себя. Затем ещё новых, ещё, ещё, ещё. Новые Стьюи и Брайаны всё прибывают и прибывают. Некоторые из них самого невероятного вида, до того наменялась реальность. В конце концов, Стьюи-3 уговаривает всех вернуться в свои машины времени, а сам берёт Брайана-3 и отправляется с ним на несколько минут в прошлое, где, угрожая пистолетом и крича, заставляет свежеприбывших Стьюи и Брайана вернуться в своё время. Даже ранит Брайана-1 в ногу. Те быстро сворачиваются и исчезают. Старые Стьюи и Брайан исчезают из действительности («создавший нас хронологический вектор будет стёрт»).
Новые Брайан с больной ногой и Стьюи, сидя на диване в своём времени, размышляют, что же они могли такого сделать. Затем приходит Питер с друзьями, и они начинают пить, сидя перед телевизором, как в первой серии.

## Интересные факты
- Название серии — отсылка к кинотрилогии «Назад в будущее» (англ. Back to the Future).
- В этом эпизоде объясняется, что происходит с героями во время «врезок» — они просто стоят, прокручивая их у себя в голове. Так было раньше. Теперь в это время они отвечают на SMS-ки, валяют дурака и т. п.
- В эпизоде присутствуют возвращение во времени в первую серию и многократная встреча с самим собой. Эти сюжетные ходы уже применялись в мультсериале «Футурама» в полнометражке «Крупное дело Бендера» (имеется в виду, и то, и другое в одной серии).
- Стьюи и Брайан не смогли сразу вернуться в свой год потому, что сели батарейки. Стьюи и Брайан, прибывшие в самом конце, сразу же улетают. Значит, они тоже должны были сначала оказаться на суперкубке.
- В первой серии была ошибка прорисовки — глаз Питера один раз оказывается наложенным на нос — и ляп — телевизор с фильмом про Статую Свободы не был включен в сеть. В этой серии Стьюи комментирует оба этих момента.
- Стьюи был очень удивлён и умилён, узнав, что у Брайана есть карманы.
- Когда показывается прошлое, формат изображения — 4:3. Настоящее и будущее — 16:9.
- Число голосов получилось нечётным, потому что один Брайан погиб. На самом деле оно должно получиться всё равно чётным, так как с одними из Стьюи и Брайанов прибыл Питер, который «искал банку пива». Но почему-то он проголосовал два раза.
- Раньше Стьюи не был против изменения истории.
- Актрису Лейси Шабер пригласили специально для озвучивания Мег из первой серии. Шабер озвучивала Мег и в оригинальном первом сезоне, и даже Стьюи делает по этому поводу замечание.[1]
- Название одной из «японских детских книжек» Стьюи — «Хортон слышит суицид», что является пародией на книгу «Horton Hears a Who!». Кстати, в одной из серий уже мелькала книга под названием «Хортон слышит из соседней квартиры крики, но не звонит 911!».
- Другая книжка называется «Паровозик, который сделает, не то покроет себя позором» — отсылка на сказку «Паровозик, который смог».